# Dark Breed
Dark Breed (Invasión oculta en España y Casta salvaje en Hispanoamérica) es una película estadounidense de 1996 dirigida por Richard Pepin y protagonizada por Jack Scalia, Cindy Ambuehl y Jonathan Banks.

## Argumento
Nick Saxon es un astronauta. Su trabajo es investigar el destino de seis de sus compañeros que viajaron en un cohete, el cual a la vuelta realizó un aterrizaje forzoso. Entre las personas afectadas se encuentran su mujer y su mejor amigo por lo que no duda en implicarse.
Con el tiempo, Nick descubre que sus seres queridos no se comportan como ellos mismos. Finalmente él llega a la conclusión de que sus cuerpos han sido invadidos por extraterrestres con intenciones poco honradas.

## Reparto
| Actor                | Personaje             |
| -------------------- | --------------------- |
| Jack Scalia          | Nicholas 'Nick' Saxon |
| Cindy Ambuehl        | Burgess               |
| Jonathan Banks       | Joseph Shay           |
| Gregg Brazzel        | Lasker                |
| Carlos Carrasco      | Fox                   |
| Josh Clark           | Rice                  |
| Robin Curtis         | Marian                |
| Angelo Di Mascio Jr. | Reubens               |

## Recepción
Hoy en día la película ha sido valorada en portales cinematográficos. En IMDb, con aproximadamente 703 votos registrados, el filme obtiene una media ponderada de 4,2 sobre 10. En cuanto a Rotten Tomatoes, los más de 100 votos registrados en el portal dieron a la película una valoración media de 2 de 5.